# Amelita Galli-Curci

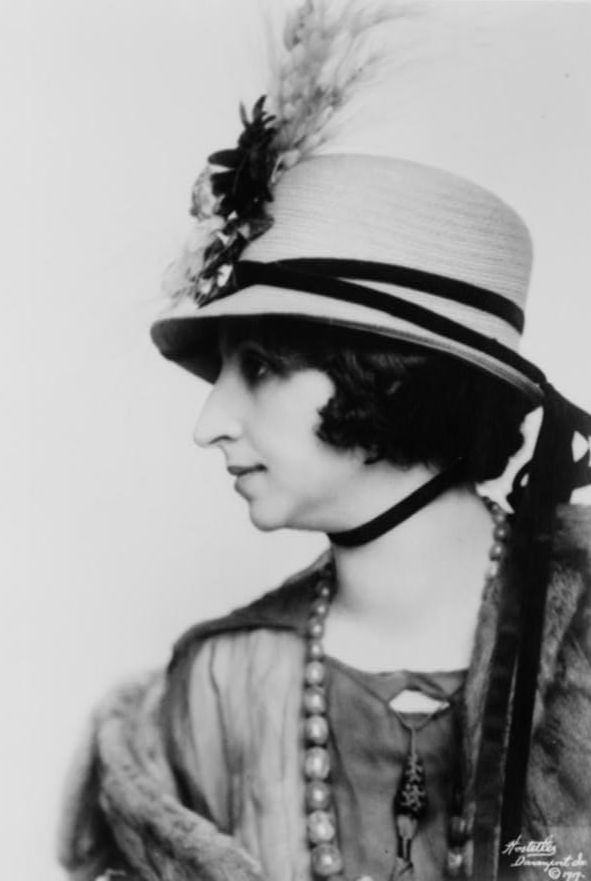
Amelita Galli-Curci.

Amelita Galli-Curci, född 18 november 1882 i Milano, död 26 november 1963 i La Jolla, Kalifornien var en italiensk-amerikansk koloratursångerska.
Galli-Curci emigrerade 1916 till USA och blev amerikansk medborgare.
Galli-Curci var elev vid konservatoriet i Milano, men hon hade även lärt sig sång genom att göra egna grammofonupptagningar och studera dessa. Hon debuterade 1910 i Rom, gästspelade i Europa och Sydamerika och framträdde 1916 i Chicago som Gilda i Rigoletto. Från 1918 var Galli-Curci en av Metropolitanoperans mest firade krafter och hon stannade där till 1930. Efter en halsoperation avslutade hon sin karriär 1936. Hennes stämma var inte särskilt kraftig, men ren och klar, och med en förbluffande koloratur. Inspelningar av henne finns på RCA Victor.